# Belle Boyd

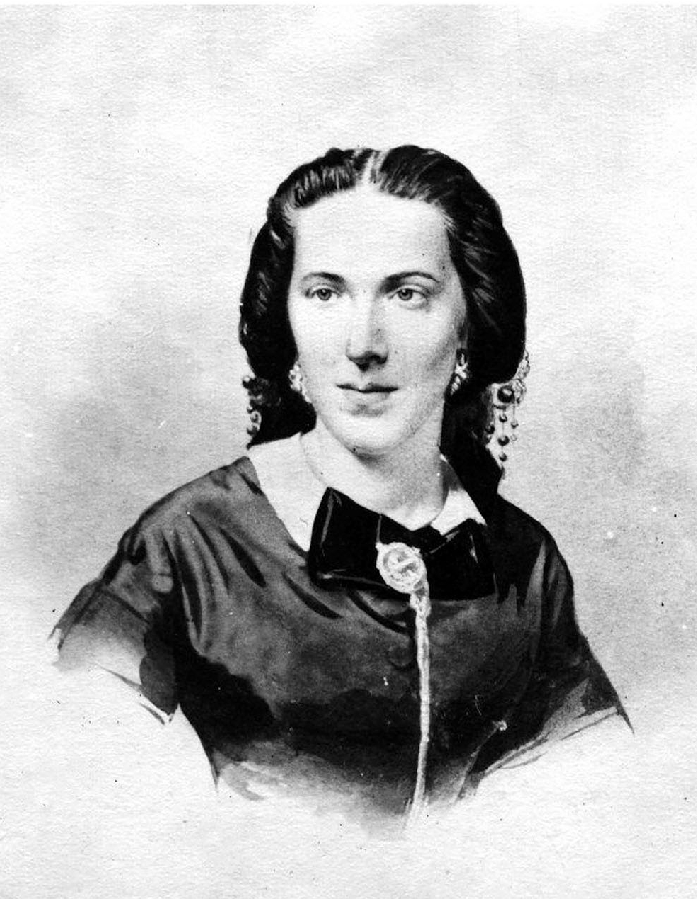
Belle Boyd

Maria Isabella Boyd (* 9. Mai 1844 in Bunker Hill, Virginia; † 11. Juni 1900 in Kilbourne, Wisconsin), genannt Belle Boyd, war eine US-amerikanische Spionin der Südstaaten im Amerikanischen Bürgerkrieg. Da sie ihre Informationen hauptsächlich aus Flirts mit Unionssoldaten bezog, erhielt sie die Spitznamen La Belle Rebelle oder Cleopatra der Sezession. Obwohl bei weitem nicht die erfolgreichste Spionin während des Krieges, machten mehrere Verhaftungen und ihre Autobiografie Belle Boyd in Camp and Prison sie zu einer gefeierten Berühmtheit.

## Familie und erste Jahre
Belle Boyd wurde unter dem Namen Maria Isabella als Tochter des wohlhabenden Geschäftsinhabers Benjamin Reed Boyd und seiner Frau Mary Rebecca Glenn geboren. Die Familie hatte schottische Wurzeln und Verwandte in New Orleans. Ein Verwandter bezeichnete Belle von klein auf als Wildfang, also als sehr lebhaftes Kind, das bevorzugt Aktivitäten im Freien nachging. Einer Geschichte zufolge ritt sie hoch zu Ross ins Esszimmer, als ihre Eltern sie aufgrund ihres zarten Alters nicht an einer Feier teilnehmen lassen wollten. Mit ihrer schlagfertigen Begründung, dass ja zumindest das Pferd alt genug war, um teilzunehmen, brachte sie die Gäste auf ihre Seite und entging einer Strafe. Im Alter von zwölf Jahren besuchte sie das Mount Washington Female College in Baltimore, das sie mit sechzehn Jahren abschloss.

## Spionage
Zum Beginn des Bürgerkrieges war Belle siebzehn Jahre alt und lebte mit ihren Eltern in Martinsburg, wo die Familie ein Hotel betrieb. Mehrere Boyds, darunter ihr Vater, meldeten sich für die konföderierte Armee, Belle selbst sammelte zunächst Spenden. Allerdings wurde ihr nach eigenen Angaben diese Tätigkeit schnell „zu zahm und monoton für mein Temperament“ und eine Zeit lang arbeitete sie als Krankenschwester im Lazarett. Am 3. Juli 1861 musste sich die konföderierte Armee vor Unionstruppen zurückziehen, die in Martinsburg einmarschierten. Am nächsten Tag, dem 4. Juli und somit dem Unabhängigkeitstag, verschaffte sich ein Unionssoldat gewaltsam Zutritt ins Haus der Boyds, um ihre konföderierten Flaggen abzunehmen und stattdessen die Unionsflagge zu hissen. Wutentbrannt darüber, dass er ihre Mutter beiseite stieß und beschimpfte, erschoss Belle den Soldaten und entging durch vorgetäuschte Reue einer Strafe.

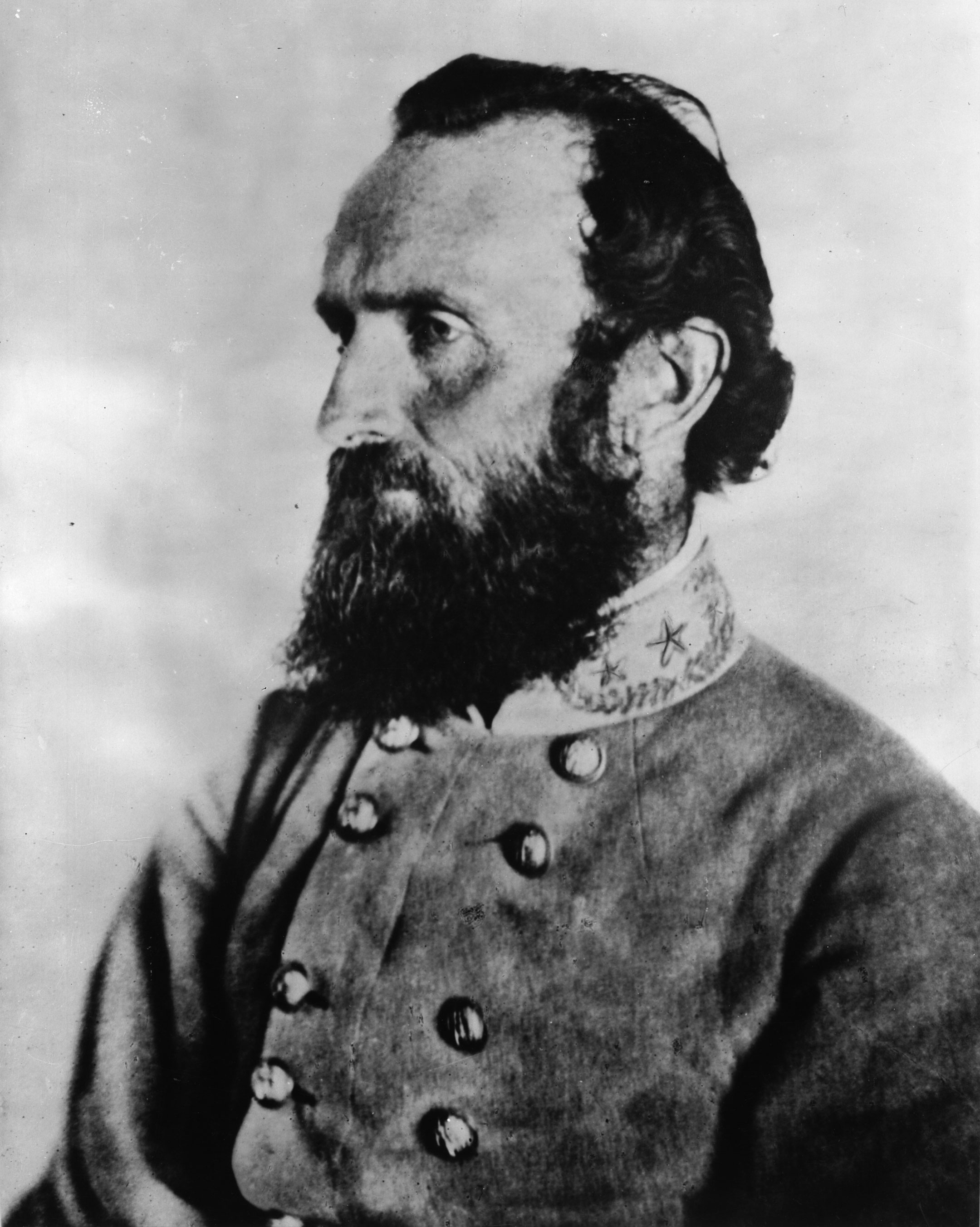
General Thomas Jonathan Jackson, ca. 1862

Von nun an wurde das Haus von Unionssoldaten bewacht und Belle nutzte die Gelegenheit, um zu ihnen Kontakte zu knüpfen und Informationen über Truppenbewegungen zu sammeln, die sie in Briefen an konföderierte Kommandanten wie General Thomas „Stonewall“ Jackson und General J. E. B. Stuart sandte. Allerdings waren die Nachrichten unverschlüsselt, weshalb sie sich nach dem Abfangen eines Briefs vor einer Jury rechtfertigen musste. Belle stellte sich ahnungslos und kam einmal mehr ohne Strafe davon, woraufhin ihre Eltern sie nach Front Royal zu ihrem Onkel und ihrer Tante sandten. Inspiriert von den Methoden einer weiteren Spionin der Südstaaten, Rose O’Neal Greenhow, wandte sie sich für eine bessere Ausbildung in Spionage an Oberst Turner Ashby, der selbst regelmäßig in der Verkleidung eines Tierarztes die Unionstruppen bespitzelte. Ab etwa Oktober 1861 begann sie als Kurier zwischen den Generälen Jackson und Beauregard zu arbeiten.
Im März 1862 wurde sie das erste Mal verhaftet und in Baltimore in einem Hotel untergebracht. Da sie keine kompromittierenden Nachrichten bei sich hatte, wurde sie nach einer Woche mangels Beweisen freigelassen. In der Zwischenzeit hatte sie sich dank ihres Charmes mit mehreren Unionssoldaten angefreundet, die ihr arglos ihre Marschbefehle verrieten. Mitte Mai war Front Royal von der Unionsarmee besetzt. Belle belauschte im Hotel ihrer Tante eine Stabssitzung, in der Pläne gemacht wurden, Jacksons Truppen einzukreisen und ihn gefangen zu nehmen. Sie schrieb die Informationen verschlüsselt auf und ritt anschließend 15 Meilen weit ins Lager der Konföderierten, um Jackson die Nachricht persönlich zu überbringen. Dank ihrer Kontakte zu Unionssoldaten erhielt sie weitere Informationen, die sie am 23. Mai während der Schlacht bei Front Royal bei einem waghalsigen Durchbruch der Unionsreihen zu Jackson brachte. Diesem gelang es, die Stadt wieder einzunehmen und er schrieb Belle:

„Miss Belle Boyd, ich danke Euch, für mich selbst und für die Armee, für den großen Dienst, den Ihr Eurem Land heute erwiesen habt. In Eile verbleibe ich Euer Freund, T. J. Jackson, CSA.“

## Verhaftungen und Verbannung
Im Frühsommer wurde Belle nach einer Denunzierung durch eine Nachbarin ein weiteres Mal verhaftet und ins Gefängnis nach Baltimore gesandt. Dort betörte sie den Gefängnisaufseher, sie mit einer Verwarnung gehen zu lassen. Ihre unverhohlenen Sympathien für die Südstaaten ließen sie jedoch gravierende Fehler machen, sie benutzte selten eine Verschlüsselung für ihre Nachrichten und mochte dramatische Aktionen. Weitere Verhaftungen folgten und am 29. Juli 1862 wurde sie im Old Capitol Prison in Washington, D.C. inhaftiert. Dort machte sie die Bekanntschaft des Telegrafen J. O. Kerbey, der mit der Unionsspionin Elizabeth van Lew zusammenarbeitete. Während seiner Spionagetätigkeit hatte er einen Eid auf die Konföderation unterzeichnet, weshalb Kriegsminister Edwin M. Stanton Kerbey nach seiner Rückkehr zur Union vorübergehend verhaften ließ. Belle, die Kerbey für einen loyalen Südstaatler hielt, entwarf einen Fluchtplan für ihn und nannte ihm sichere Stationen der Konföderation auf Unionsgebiet, was er unmittelbar nach seiner Entlassung an die Union weitertrug. Im Gefängnis war sie unter konföderierten Mitgefangenen eine Berühmtheit und sie genoss es, die Wachen mit Konföderationsflaggen und Liedern aus den Südstaaten zu hänseln.
Im Rahmen eines Gefangenenaustauschs wurde sie einen Monat später freigelassen und zog nach Richmond. Inzwischen war sie aufgrund ihres Wagemuts sowohl im Norden als auch im Süden bekannt und Jackson ernannte sie zu einem Flügeladjutant ehrenhalber. Je berühmter sie wurde, desto weniger konnte sie allerdings im Geheimen für die Südstaaten arbeiten. Im Sommer 1863 kehrte sie nach Martinsburg zurück, dieses gehörte jedoch nun zum unionstreuen West Virginia. Belle wurde erneut verhaftet und ins Caroll Prison in Washington, D.C. gebracht. Dort erkrankte sie schwer an Typhus und wurde im Dezember 1863 in die Südstaaten verbannt. Sechs Monate später, im Jahr 1864, meldete sie sich als Kurier, um an Bord des Blockadebrechers Greyhound Papiere der Konföderation nach England zu bringen. Das Schiff wurde jedoch aufgegriffen und Belle einmal mehr verhaftet, allerdings gelang es ihr Samuel Wylde Hardinge, der das Enterkommando führte, zu betören. Diesmal wurde sie nach Kanada verbannt, von wo aus sie nach England reiste. Hardinge wurde für seine Romanze mit Belle vor das Militärgericht gestellt und unehrenhaft aus der Armee entlassen. Er und Belle heirateten am 25. August 1864. Historiker sind sich uneins, ob Hardinge in England starb oder ob er vorher in die Vereinigten Staaten zurückkehrte.

## Nachkriegszeit
Mit knapp 21 Jahren verwitwet und schwanger mit einer Tochter, brauchte Belle dringend Geld und schrieb mit Hilfe des englischen Journalisten George Augustus Sala ihre Memoiren Belle Boyd in Camp and Prison. In Two Volumes. Darin verteidigte sie u. a. die Sklaverei in den Südstaaten mit der Begründung, die Schwarzen würden „Dienst gegenüber der Freiheit“ bevorzugen, da sie lediglich ein „halbwüchsiges Leben“ führen würden. Sie wurde Schauspielerin, die sowohl in England als auch den Vereinigten Staaten auftrat und heiratete 1869 den ehemaligen britischen Offizier John Hammond, mit dem sie vier Kinder hatte. Die Ehe wurde 1884 geschieden und zwei Monate später ging Belle ihre dritte Ehe ein, diesmal mit einem siebzehn Jahre jüngeren Schauspieler namens Nathaniel High.
1869 arbeitete Belle Boyd als Balletttänzerin in New Orleans.

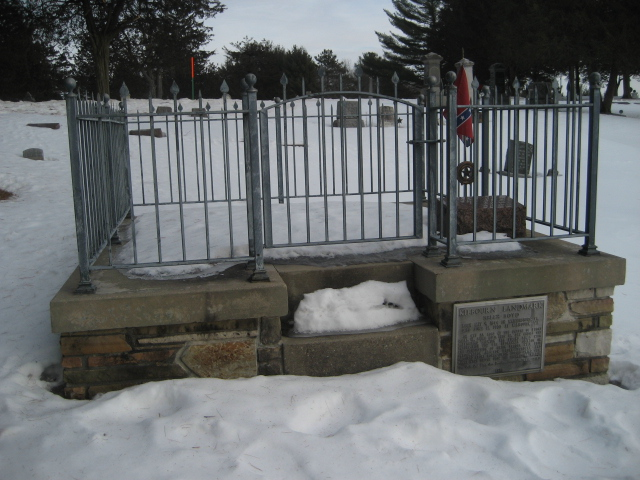
Belle Boyds Grab auf dem heutigen Spring Grove Cemetery

In ihren späteren Jahren reiste sie durch die Vereinigten Staaten und hielt Vorträge über ihre Kriegserfahrungen. Mittlerweile war sie so berühmt geworden, dass diverse Hochstaplerinnen sich als sie ausgaben. Belle war gezwungen, Beglaubigungsschreiben mit sich zu führen, um ihre Identität zu beweisen. In der Presse nannte man sie die „Jeanne d’Arc der Rebellen“ bzw. die „Sirene des Shenandoah River“, obwohl ihre tatsächliche Leistung als Spionin von Historikern als eher gering eingeschätzt wird. Stattdessen war sie zu einer Symbolfigur für den Widerstand des Südens geworden.
Belle Boyd starb am 11. Juni 1900 während einer Reise durch die Vereinigten Staaten in Kilbourn, heute Wisconsin Dells, an einem Herzinfarkt und wurde auf dem Kilbourn Cemetery, heute Spring Grove Cemetery, beigesetzt. Das Geschäft ihres Vaters ist mittlerweile das Belle Boyd House and Museum und wird von der Berkeley Historical Society verwaltet.

## Zeitgenössische Rezeption
„Belle Boyd, die ‚Heldin des Südens‘ […] war die Verkörperung der südlichen Ritterlichkeit in weiblicher Gestalt, eine Jungfrau von Orleans in modernster Krinoline. Patriotismus, Heldenmuth, Liebreiz, Romantik vereinigten sich in ihrer bezaubernden Persönlichkeit zum geschmackvollsten Esemble, mit der einen Hand vergoß sie das Blut der unromantischen Yankees in Strömen und mit der anderen streute sie Rosen der weiblichen Anmuth, schließlich wurde sie Märtyrerin für die heilige Sache der Sklaverei. Um den Roman aus dem wirklichen Leben zu vervollständigen, bewog sie einen blutjungen Lieutenant aus der nördlichen Armee – mindestens 10 Jahre jünger als sie selbst – alle seine Leihbibliothekenerinnerungen zusammzunehmen, um sich in sie zu verlieben, fahnenflüchtig zu werden und sie als Gattin heimzuführen.“

## Werk
- Belle Boyd in Camp and Prison. In Two Volumes. Vol. I., Vol. II. Saunders, Otley, and Co., London 1865 (Autobiografie, englisch)